# Ulises Vera
Ulises Vera (21 de octubre de 2003; San Miguel de Tucumán, Argentina) es un futbolista argentino que juega como mediocampista en San Martín de Tucumán, de la Primera Nacional.

## Trayectoria
Promovido al primer equipo por Iván Delfino para realizar la pretemporada con el plantel superior en enero de 2023, Ulises Vera debutó profesionalmente el 9 de abril del mismo año, cuando jugó como titular en la victoria 4 a 1 frente a San Martín de San Juan, en el partido correspondiente a la fecha 10 del Torneo de Primera Nacional 2023.

## Estadísticas

### Clubes
Actualizado de acuerdo al último partido jugado el 10 de agosto de 2025.
| Club                     | Div.          | Temporada     | Liga  | Liga  | Liga   | Copas nacionales | Copas nacionales | Copas nacionales | Torneos internacionales | Torneos internacionales | Torneos internacionales | Total | Total | Total  |
| Club                     | Div.          | Temporada     | Part. | Goles | Asist. | Part.            | Goles            | Asist.           | Part.                   | Goles                   | Asist.                  | Part. | Goles | Asist. |
| ------------------------ | ------------- | ------------- | ----- | ----- | ------ | ---------------- | ---------------- | ---------------- | ----------------------- | ----------------------- | ----------------------- | ----- | ----- | ------ |
| San Martín (T) Argentina | 2.ª           | 2023          | 11    | 0     | 0      | 1                | 0                | 0                | —                       | —                       | —                       | 12    | 0     | 0      |
| San Martín (T) Argentina | 2.ª           | 2024          | 19    | 0     | 2      | —                | —                | —                | —                       | —                       | —                       | 19    | 0     | 2      |
| San Martín (T) Argentina | 2.ª           | 2025          | 22    | 0     | 1      | 1                | 0                | 0                | —                       | —                       | —                       | 23    | 0     | 1      |
| San Martín (T) Argentina | Total club    | Total club    | 52    | 0     | 1      | 2                | 0                | 0                | 0                       | 0                       | 0                       | 54    | 0     | 3      |
| Total carrera            | Total carrera | Total carrera | 52    | 0     | 3      | 2                | 0                | 0                | 0                       | 0                       | 0                       | 54    | 0     | 3      |
| 1. 2.                    |               |               |       |       |        |                  |                  |                  |                         |                         |                         |       |       |        |